# Long terawan
Le long terawan (ou berawan occidental, long terawan berawan) est une langue austronésienne parlée en Malaisie, dans l'État de Sarawak. La langue appartient à la branche malayo-polynésienne des langues austronésiennes.

## Classification
Le long terawan est classé par Robert Blust dans les langues berawan, un sous-groupe des langues malayo-polynésiennes occidentales qui fait partie des langues sarawak du Nord. Ces dernières sont rattachées aux langues bornéo du Nord.
La langue est parlée sur le cours moyen de la rivière Baram, comme les autres parlers berawan, le batu belah et le long jegan.

## Vocabulaire
Exemples du vocabulaire de base du long terawan:
| français      | long terawan | Prononciation |
| ------------- | ------------ | ------------- |
| deux          | ləbih        |               |
| cinq          | dimməh       |               |
| nuage         | gium         |               |
| jour          | iciw         |               |
| noix de betel | bungngəh     |               |
| noix de coco  | butan        |               |
| barrière      | pagin        |               |
| feuille       | dion         |               |

## Sources
- (en) Blust, Robert, Low Vowel Fronting in Northern Sarawak, Oceanic Linguistics, 39:2, pp. 285-319, 2000.
- (en) Blust, Robert, Òma Lóngh Historical Phonology, Oceanic Linguistics, 46:1, pp. 1-53, 2007.